# مشفهة متعددة اللحى
مشفهة متعددة اللحى (الاسم العلمي:Chiloglanis polypogon) هي نوع من الأسماك تتبع جنس المشفهة من فصيلة الموشوكيات.